# Strumigenys nigrescens
Strumigenys nigrescens is een mierensoort uit de onderfamilie van de Myrmicinae. De wetenschappelijke naam van de soort werd voor het eerst geldig gepubliceerd in 1911 door William Morton Wheeler.